# Santiano
Santiano es una banda de música alemana de la región norte de Schleswig-Holstein, Alemania, cuyos géneros incluyen el folk irlandés, saloma, y schlager. El nombre Santiano proviene de la canción del mismo nombre del autor Hugues Aufray. Alcanzaron las posiciones más altas en las listas de éxitos alemanas, austríacas y suizas a principios de la década del 2010.

## Historia
La idea para la banda provino del productor alemán Hartmut Krech, de Flensburg, quién posee la casa discográfica Elephant Music. El 3 de febrero de 2012 la banda apareció en We Love Music, un evento promovido por Universal Music y ProSiebenSat.1 Media. Su primer álbum, titulado Bis ans Ende der Welt ('Hasta el final de la Tierra'), fue lanzado en 2012. Logró el número 1 en las listas de éxitos alemanas. Aquel año mismo el grupo completó una gira europea, incluyendo un concierto en el festival Wacken Open Air. En noviembre de 2012 se lanzó un CD/DVD del evento.
En 2013 y 2014 recibieron un Premio Echo al mejor grupo Folk. Santiano actuó como telonero de Helene Fischer en su gira de verano de 2013, y estuvo de gira en Alemania desde noviembre de 2013 hasta abril de 2014.
Su segundo álbum de estudio, Mit den Gezeiten ("Con las mareas"), se lanzó en 2013 y alcanzó el número 1 en las listas alemanas. Este álbum contiene más elementos de rock que Bis ans Ende der Welt, pero aún se inspira en temas relacionados con el mar y los mitos del norte de Alemania.
En 2014 participaron en Unser Song für Dänemark, la selección nacional para el Festival de Eurovision 2014, con las canciones Wir werden niemals untergehen y Fiddler on the Deck. Si hubiesen sido elegidos para representar a su país natal,  habrían ido con Wir werden niemals untergehen, pero fueron eliminados en la fase 2 de la final.
Su tercer álbum de estudio, Von Liebe, Tod und Freiheit ("Del amor, la muerte y la libertad"), fue lanzado en mayo de 2015 y dio a la banda otro número 1 en Alemania. Como el título sugiere, se abordan temas más profundos en las letras de este álbum, compensados por una serie de canciones folk qué promueven la importancia de la camaradería y la unión.
La banda apareció una cuarta vez en el festival Wacken Open Air en 2015, y estuvo de gira en 2016.

## Discografía
| Año  | Tema                        | Posición más alta alcanzada | Posición más alta alcanzada | Posición más alta alcanzada |
| Año  | Tema                        | DE                          | AT                          | CH                          |
| ---- | --------------------------- | --------------------------- | --------------------------- | --------------------------- |
| 2012 | Bis ans Ende der Welt       | 1                           | 15                          | 25                          |
| 2013 | Mit den Gezeiten            | 1                           | 31                          | 21                          |
| 2015 | Von Liebe, Tod und Freiheit | 1                           | 9                           | 2                           |
| 2017 | Im Auge des Sturms          | 1                           | 5                           | 5                           |